# Most drewniany z 1500 roku w Toruniu
Most drewniany z 1500 roku w Toruniu (Most króla Jana Olbrachta) – najstarszy most w Toruniu, istniejący w latach 1500–1877.

## Historia
W 1466 roku II pokój toruński zakończył wojnę trzynastoletnią, a w wyniku jego postanowień Toruń wszedł ponownie w skład państwa polskiego. W 1496 roku król Polski Jan I Olbracht wydał przywilej na wybudowanie stałego mostu przez Wisłę. Trzy czwarte kosztów miał pokryć król. Most został zbudowany w 1500 roku (według innych źródeł na przełomie 1497 a 1500 roku) przez mistrza Piotra Postillego (Postylla) z Budziszyna. Podczas budowy mostu powstały umocnienia na lewobrzeżnym przedmieściu. W chwili oddania go do użytku był to drugi (po krakowskim) stały most przez Wisłę. Zastąpił przeprawę promową.
Most miał długość szacowaną pomiędzy 620 a 670 metrów. Liczył wiele przęseł. Długość każdego z nich wynosiła ok. 19 metrów. Przęsła opierały się na drewnianych filarach i przyczółkach posadowionych na palach. Niektóre przęsła były zwodzone w celu umożliwienia żeglugi. Most dzielił się na dwie części. Odcinek od ulicy Mostowej do Kępy Bazarowej był nazywany Mostem Niemieckim, a odcinek na południe od Kępy Mostem Polskim.

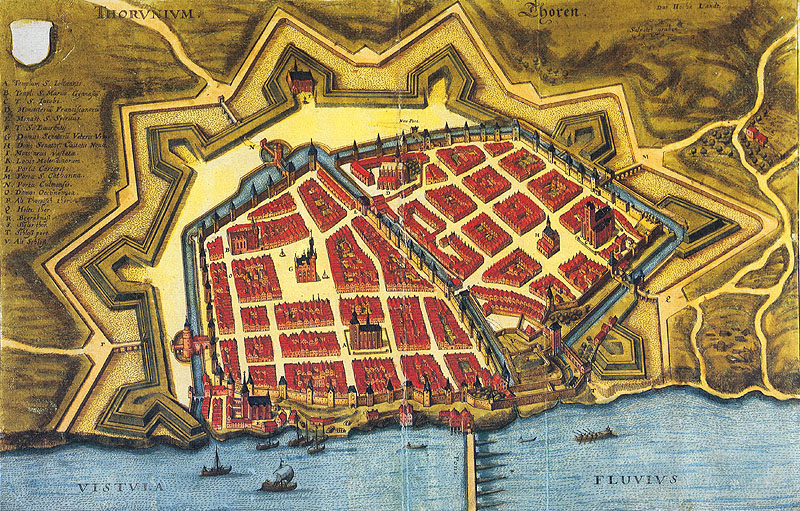
Most w 1641 roku

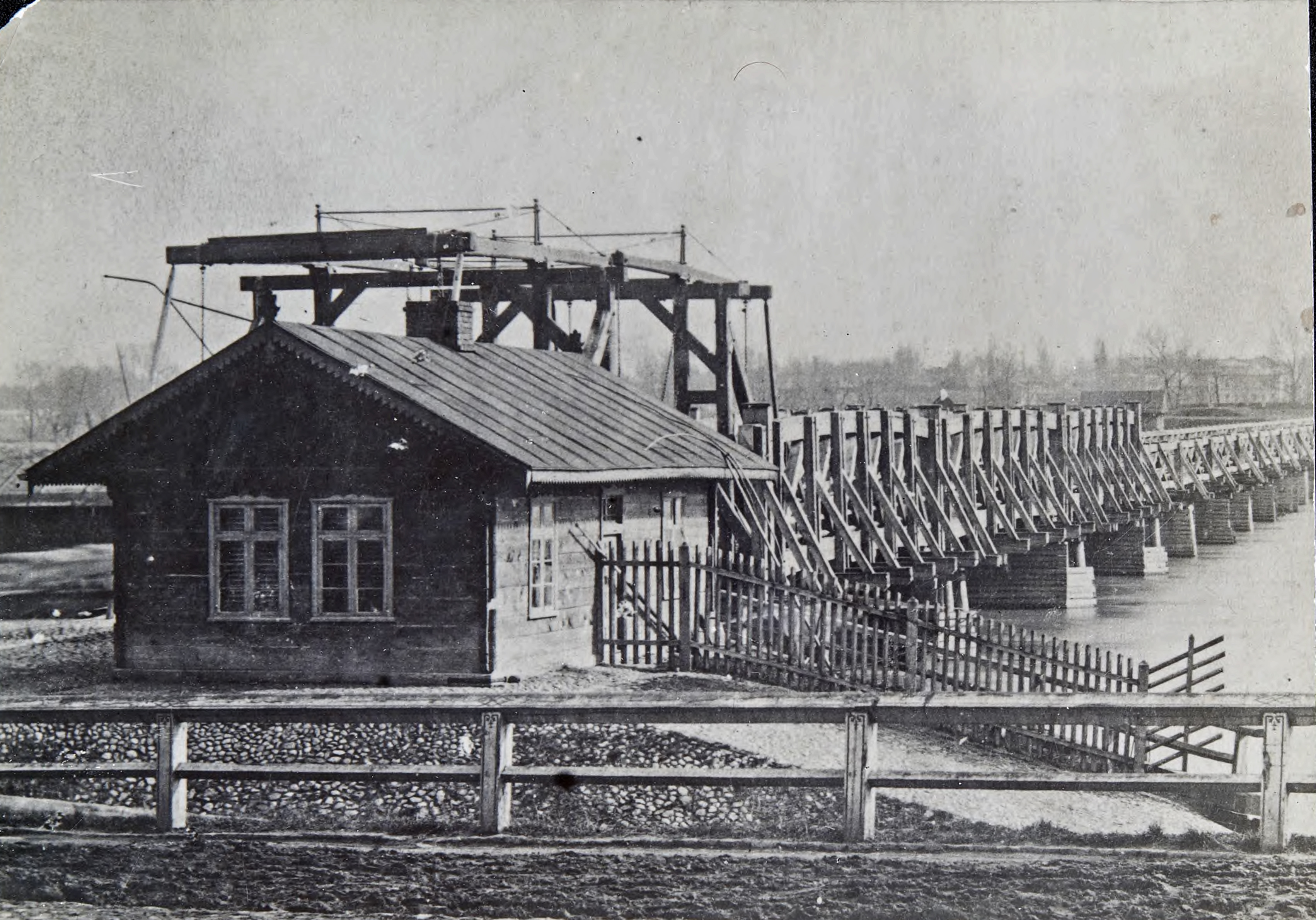
Most, około 1870 roku

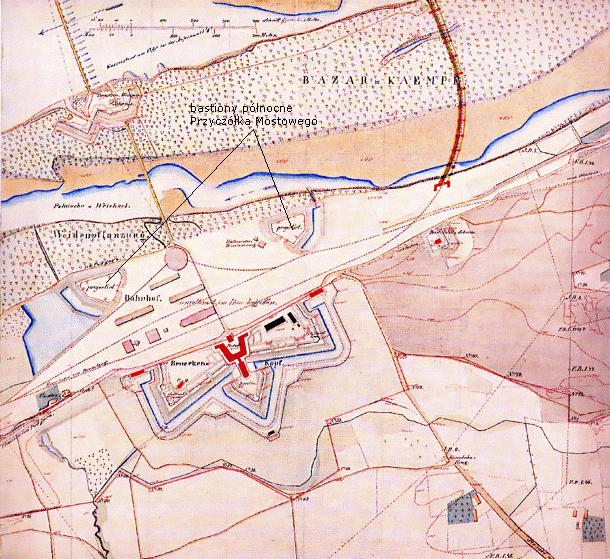
Most, około 1875 roku

Most był wielokrotnie uszkadzany przez różne katastrofy. Według kronik most był uszkodzony w latach: 1533, 1544, 1570, 1584, 1595 i 1598.
W 1591 roku burmistrz Torunia Henryk Stroband apelował o modernizację mostu, który miał stanowić jeden z punktów obrony miasta. W latach 1632–1657 na moście użytkowano dwa duże przęsła. Jedno z nich miało długość 54,86 metrów, będąc tym samym najdłuższym przęsłem w Europie. W 1658 roku Most Niemiecki został zburzony podczas oblężenia miasta przez wojska polsko-austriackie.
Widok toruńskiego mostu na początku XVII wieku jest znany z dwóch rysunków: nieznanego autora z 1631 roku oraz angielskiego podróżnika Petera Mundy’ego z 1643 roku. Mundy dwukrotnie (1640, 1643) opisywał most w swoim dzienniku. W 1652 roku most opisał Robert Bargrave, inny angielski podróżnik odwiedzający Toruń. Most był również uwieczniany na monetach. W XIX wieku most był chroniony przez fort Przyczółek Mostowy.
Część mostu spalono w 1809 roku podczas oblężenia austriackiego. W lipcu 1877 roku most został zniszczony przez pożar. Decyzją władz miasta nie podjęto się odbudowy mostu, przekierowując ruch na wybudowany w latach 1870–1873 stalowy most kolejowy, przystosowany również do ruchu pieszego i kołowego.
W 2023 roku na 3-3,5 metra głębokości, na wysokości ul. Mostowej odnaleziono znalezisko. Przypuszcza się, że mógł to być fragment izbicy mostu drewnianego bądź też wrak statku.